# Gornjak
Gornjak (in russo Горняк?) è una città della Russia di circa 14.000 abitanti, situata sul fiume Zolotucha, nel Territorio dell'Altaj. La città è situata 360 chilometri da Barnaul. Fondata nel 1942, ha ottenuto lo status di città nel 1969.